# Alexander Grimm
Alexander Grimm (* 6. September 1986 in Augsburg) ist ein ehemaliger deutscher Kanute. Er wurde 2008 Olympiasieger im Kanuslalom.
Alexander Grimm war Sportsoldat und startete für Kanu Schwaben Augsburg (die Kanusportabteilung des TSV Schwaben Augsburg), wo er von Thomas Apel trainiert wurde. Er hat sich auf die Bootsklasse Einer-Kajak spezialisiert. Auf nationaler Ebene gewann Grimm 2002 und 2004 den Deutschen Meistertitel der Junioren. Im Herrenbereich gewann Grimm 2005, 2006 und 2007 die Mannschaftstitel sowie 2007 den Einzeltitel.

## Karriere
Alexander Grimm spielte als Kind zunächst beim FC Hochzoll Fußball. 1995 begann er mit dem Kajakfahren. Von 2002 bis 2004 gehörte Grimm der Junioren-Nationalmannschaft, seit 2005 der Herren-Nationalmannschaft an. 2002 gewann er bei der Junioren-Weltmeisterschaft Silber mit der Mannschaft, 2003 bei der Junioren-Europameisterschaft in Hohenlimburg Bronze im Einzel und Gold der Mannschaft. Bei der Junioren-WM in Lofer gewann Grimm 2004 zudem Gold im Einzel und Silber mit der Mannschaft. 2005 trat er erstmals bei der Männer-WM in Sydney an. Er wurde 13. im Einzelwettbewerb. Bei der EM im selben Jahr gewann Grimm Silber mit der Mannschaft. 2006 erreichte er den zweiten Rang in der Weltrangliste. Bei der WM in Prag wurde er Zehnter im Einzel, bei der EM gewann er die Bronzemedaille mit der Mannschaft. Zweimal erreichte er Podiums-Platzierungen im Weltcup. Seinen ersten Sieg im Weltcup erreichte Grimm 2007. In Augsburg gewann er das Rennen und wurde Dritter in der Weltcup-Gesamtwertung. Bei der Weltmeisterschaft 2007 in Foz do Iguaçu wurde er Weltmeister mit der Mannschaft und belegte Rang 28 im Einzelwettbewerb. Bei der EM 2007 belegte er mit der Mannschaft Rang zwei und in der Einzelwertung Rang sieben.
Bei der nationalen Qualifikation für die deutsche Olympiamannschaft in Peking setzte Grimm sich gegen den Vizeweltmeister Fabian Dörfler und Weltcupsieger Erik Pfannmöller durch. Bei den Olympischen Sommerspielen 2008 gewann er die Goldmedaille, nachdem er sich im Finale vom vierten auf den ersten Platz vorkämpfen konnte. Grimm war der erste deutsche Olympiasieger der Sommerspiele 2008.
Dafür wurde er von Bundespräsident Köhler mit dem Silbernen Lorbeerblatt geehrt.
Grimm studierte von 2008 bis 2017 an der Hochschule Augsburg Maschinenbau (Bachelor) sowie Leichtbau- und Faserverbundtechnologie (Master). Seit 2017 absolviert er einen MBA-Studiengang in Wirtschaftsingenieurwesen an der Hochschule München.
2018 gab Grimm seinen Rücktritt von der aktiven Sportlerkarriere bekannt.